# Division 1 2000-2001 (calcio a 5)
La Division 1 2000-2001 è stata la 10ª edizione della massima serie del campionato belga di calcio a 5. Organizzata dalla URBSFA/KBVB, si è svolta tra l'8 settembre 2000 e il 20 aprile 2001, prolungandosi fino al 19 giugno con la disputa delle partite di spareggio. La competizione è stata vinta per la seconda volta dall'Action 21.

## Stagione regolare

### Classifica
|                   | Pos. | Squadra            | Pt | G  | V  | N | P  | GF  | GS  | DR   |
| ----------------- | ---- | ------------------ | -- | -- | -- | - | -- | --- | --- | ---- |
| Belgio (bandiera) | 1.   | Action 21          | 61 | 26 | 19 | 4 | 3  | 150 | 70  | +80  |
|                   | 2.   | Sint-Truiden       | 57 | 26 | 17 | 6 | 3  | 129 | 86  | +43  |
|                   | 3.   | Berchem            | 56 | 26 | 17 | 5 | 4  | 140 | 62  | +78  |
|                   | 4.   | Ford Genk          | 48 | 26 | 15 | 3 | 8  | 120 | 96  | +24  |
|                   | 5.   | TL Ranst           | 47 | 26 | 15 | 2 | 9  | 112 | 88  | +24  |
|                   | 6.   | Rekem              | 45 | 26 | 13 | 6 | 7  | 108 | 94  | +14  |
|                   | 7.   | ESB Bocholt        | 44 | 26 | 13 | 5 | 8  | 119 | 113 | +6   |
|                   | 8.   | Brasschaat         | 33 | 26 | 8  | 9 | 9  | 91  | 91  | 0    |
|                   | 9.   | RP Ans             | 32 | 26 | 10 | 2 | 14 | 95  | 114 | -19  |
|                   | 10.  | Park Houthalen     | 29 | 26 | 9  | 2 | 15 | 103 | 111 | -8   |
|                   | 11.  | Queens Park WB     | 28 | 26 | 9  | 1 | 16 | 94  | 144 | -50  |
|                   | 12.  | ONU Seraing        | 19 | 26 | 5  | 4 | 17 | 102 | 141 | -39  |
|                   | 13.  | Junkie's Frameries | 12 | 26 | 2  | 6 | 18 | 84  | 137 | -53  |
|                   | 14.  | Koersel            | 7  | 26 | 2  | 1 | 23 | 64  | 164 | -100 |

### Verdetti
- Action 21 campione del Belgio 2000-01 e qualificato alla Coppa UEFA 2001-02.
- Junkie's Frameries retrocesso in Division 2 2001-02.
- ONU Seraing e Queens Park retrocessi in Division 2 ma successivamente riammessi in sovrannumero alla categoria. Koersel retrocesso in Division 2, rileva il titolo sportivo del Brasschaat.

## Play-off
I play-off valevoli per il titolo nazionale si sono svolti tra il 28 aprile e il 19 maggio 2001. Al termine della stagione regolare, le società classificatesi ai primi quattro posti compongono un girone all'italiana al termine del quale la prima classificata vince il titolo nazionale. Il regolamento prevede che vengano assegnati 3 punti di bonus alla società vincitrice della stagione regolare.

### Risultati
| Squadra 1    | Risultato   | Squadra 2    |
| 1ª giornata  | 1ª giornata | 1ª giornata  |
| ------------ | ----------- | ------------ |
| Sint-Truiden | 3 - 5       | Berchem      |
| Action 21    | 3 - 3       | Ford Genk    |
| 2ª giornata  |             |              |
| Ford Genk    | 4 - 3       | Sint-Truiden |
| Berchem      | 1 - 1       | Action 21    |
| 3ª giornata  |             |              |
| Action 21    | 3 - 1       | Sint-Truiden |
| Berchem      | 4 - 0       | Ford Genk    |
| 4ª giornata  |             |              |
| Ford Genk    | 7 - 3       | Action 21    |
| Berchem      | 6 - 2       | Sint-Truiden |
| 5ª giornata  |             |              |
| Ford Genk    | 3 - 5       | Berchem      |
| Sint-Truiden | 4 - 5       | Action 21    |
| 6ª giornata  |             |              |
| Action 21    | 7 - 1       | Berchem      |
| Sint-Truiden | 9 - 4       | Ford Genk    |

### Classifica
|                   | Pos. | Squadra      | Pt | G | V | N | P | GF | GS | DR |
| ----------------- | ---- | ------------ | -- | - | - | - | - | -- | -- | -- |
| Belgio (bandiera) | 1.   | Action 21    | 14 | 6 | 3 | 2 | 1 | 22 | 17 | +5 |
|                   | 2.   | Berchem      | 13 | 6 | 4 | 1 | 1 | 22 | 16 | +6 |
|                   | 3.   | Ford Genk    | 7  | 6 | 2 | 1 | 3 | 21 | 27 | -6 |
|                   | 4.   | Sint-Truiden | 3  | 6 | 1 | 0 | 5 | 22 | 27 | -5 |

## Play-out
L'incontro di andata tra le vincitrici dei play-off di Division 2 e la undicesima e dodicesima classificata della Division 1 si è disputato l'11 maggio mentre quello di ritorno il 18 maggio 2001 a campi invertiti.
| Squadra 1        | Risultato | Squadra 2        |
| Andata           | Andata    | Andata           |
| ---------------- | --------- | ---------------- |
| Excelsior Duffel | n.d.      | Queens Park WB   |
| Kermt-Hasselt    | 6 - 4     | ONU Seraing      |
| Ritorno          |           |                  |
| Queens Park WB   | n.d.      | Excelsior Duffel |
| ONU Seraing      | 2 - 6     | Kermt-Hasselt    |